# 林堉璘
林堉璘（1936年10月6日—2018年6月9日），生於日治台灣台北州新莊郡鷺洲庄和尚洲水湳（今新北市蘆洲區水河里），企業家。他創辦的宏泰建設於1975年正式營利登記，經由房地產開發、營造、工程建設、物業管理、商貿事業，之後還跨足租賃、金融、壽險等行業，建構成宏泰集團整個企業事業體的廣大規模。與其兄林堉琪的宏國集團，其弟林榮三的聯邦集團，被外界稱為三重幫。
林堉璘自2008年起每年進入財經雜誌《富比士》（Forbes）公布的全球富豪排行榜，在台灣富豪排名維持在前十名之列。

## 簡歷
林堉璘的父親林建生為蘆洲地區的米商與自耕農，經營碾米廠。母親為鄭查某。林堉璘在家中排行第七，有五個姐姐（林說、林好、林足、林滿、林盡），其兄林堉琪，其弟林榮三。
林堉璘從小在家中經營的碾米廠工作，24歲時於台北市八德路經營碾米廠，一路勤奮、踏實的工作奠定經營企業的良好基礎。
1964年，林堉璘兄弟三人共同創辦宏國建設，進入建築營造業，爾後兄弟各自創業發展。1975年，林堉璘創立的宏泰建設正式營利登記。
1984年至1989年間，台北市進行土地重劃，林堉璘在台北市各地大量購入多筆土地，其中以信義計劃區的投資最大；隨著地價高漲，林堉璘身價快速上升。
2015年起，他陸續將大部分個人資產交付公益信託，成立「公益信託林堉璘宏泰教育文化公益基金」、「林堉璘宏泰教育基金會」。
「公益信託林堉璘宏泰教育文化公益基金」、「林堉璘宏泰教育基金會」成立至2020年6月已捐贈（含已承諾）超過新台幣12億元。
2017年，他成立「財團法人林堉璘宏泰教育基金會」，設立獎金高達新台幣3,000萬元之堉璘台灣奉獻獎，鼓勵並支持長期為台灣無私奉獻的人，他並致力於教育，希望為台灣培育人才、提升台灣在國際競爭力盡一份心力。
2018年6月9日上午於家中逝世，享壽82歲。

## 家庭
林堉璘有妻室三房，與正室妻子林陳寶月之間育有三子四女，分別為長子林鴻彬、次子林鴻熙、三子林鴻南、長女林碧玉、次女林碧蕙、三女林碧華、四女林碧真。其中長子林鴻彬娶妻女星王菁菁，負責掌理林氏宗親等軟性組織、次子林鴻熙在安泰銀行擔任常務董事期間因操作衍生性金融商品而導致大量虧損後被派往中國上海與浙江寧波發展地產事業，娶妻蕭如淨、三子林鴻南繼承父親成為集團掌門人，後與妻子王琬玲發生婚變、長女林碧玉嫁宏盛建設前董事長許東隆、次女林碧蕙嫁高雄陳家陳啟清幼子陳田文、三女林碧華夫婿是牙醫師李孔哲、四女林碧真前夫是永豐餘何家成員何宗龍。二房側室楊淑蘭獨子林鴻璋（原名林鴻基）為暉騰建設創辦人、三房側室邱寶慧獨子林鴻森在母親協助下創辦凱越建設。

## 財富
| 年度 | 名次 | 身價（億美元） |
| ---- | ---- | -------------- |
| 2008 | 10   | 24             |
| 2009 | 9    | 19             |
| 2010 | 7    | 28             |
| 2011 | 8    | 30             |
| 2012 | 9    | 30             |
| 2013 | 8    | 34             |
| 2014 | 5    | 60             |
| 2015 | 6    | 56             |
| 2016 | 3    | 50             |
| 2017 | 5    | 56             |
| 2018 | 3    | 58             |

## 公益事業
林堉璘本著「取之於社會，用之於社會」的精神，於2015年逐步將名下財產捐出信託，成立「公益信託林堉璘宏泰教育文化公益基金」，以幫助有志學子、推廣教育為核心目標，同時以文化、慈善、醫療及其他社會公義為次要目的，捐助或贊助符合此公益信託目的之團體。
公益信託林堉璘宏泰教育文化公益基金自2015年成立以來，在教育、醫療研究、急難救助等各方面，至2020年6月已經捐贈（含已承諾）超過12億元，包括八仙粉塵氣爆救助專案捐助1000萬、臺北榮民總醫院作業基金專戶「重粒子設備籌建」捐助1億7500萬、台南0206震災捐助1000萬、臺東縣政府臺東縣社會局社會救助專戶「臺東風災」捐助500萬、財團法人林堉璘宏泰教育基金會捐贈3200萬、財團法人薛伯輝基金會捐贈192萬5000元、臺灣基督教門諾會醫療財團法人捐贈507萬、天主教私立聖十字架療養院捐贈200萬；以及捐贈包含離島在內全台各地及嘉義水上空軍合計157組。
2017年9月7日，林堉璘成立「財團法人林堉璘宏泰教育基金會」，同年辦理第一屆堉璘台灣奉獻獎，得主是劉民和牧師，頒發獎金三千萬元。

## 信仰
林堉璘於1977年成為蘆洲湧蓮寺信徒後，虔誠信仰至今，他自1994年起至2017年止，擔任蘆洲湧蓮寺管理委員會第一至七屆主任委員，任內推動各項慈善公益事蹟，包括公益慈善、災害救助等各項領域，像是捐贈消防局設備，或是捐贈救護車、復康巴士等各種車輛，還有捐助莫拉克八八水災、日本311地震、高雄氣爆等災害事件。
林堉璘於2017年卸任蘆洲湧蓮寺管理委員會主任委員後，擔任榮譽主任委員至今。1996年財團法人湧蓮慈善基金會成立，林堉璘擔任董事長，直到2015年卸任。

## 林氏宗親會
林堉璘於1983年至1989年擔任台灣林氏宗親總會第四、五屆理事長；卸任後擔任永久名譽理事長。1998年擔任中華民國林氏宗親總會創會理事長至今。
1990年至1998年擔任世界林氏宗親總會第四，五屆理事長；卸任後擔任永久名譽理事長。1994年創「世林」刊物，聯繫世界各地林氏宗親的感情。

## 中華民國建築投資商業同業公會
1998年至2001年擔任中華民國建築投資商業同業公會全國聯合會理事長。